# SASPF
Standard-Anwendungs-Software-Produkt-Familien (SASPF) ist ein Projekt der Bundeswehr zur Einführung betriebswirtschaftlicher Standardsoftware der SAP SE (SAP R/3 bzw. mySAP, ERP, Branchensoftwarelösungen IS-DFPS (Defense Forces & Public Security), außerdem Business Information Warehouse und weiterer Lösungen auf Basis des SAP NetWeaver). Hinzu kommen komplementäre Produkte zur Abdeckung spezieller Anforderungen, beispielsweise in der graphischen Unterstützung (GIS, CAD, CAFM) oder im Rahmen des E-Procurements.

## Ziele
Angesichts der Haushaltsmittelsituation der öffentlichen Hand im Allgemeinen und der Bundeswehr im Speziellen soll die Bundeswehr stärker betriebswirtschaftlich ausgerichtet und die Kosten deutlich gesenkt werden: Im Zuge dessen wurden seit 2006 Geschäftsprozesse optimiert und die IT-Landschaft der Bundeswehr mit ihren Insellösungen, Medienbrüchen und der redundanten Datenhaltung erneuert. Das Projekt steht daher in engem Zusammenhang mit dem IT-Projekt Herkules der Bundeswehr.
Die Hauptprozesse des Prozessmodells der Bundeswehr, in denen SASPF eingesetzt wird, sind:
- Bundeswehrplanung
- Controlling
- Gesundheitsversorgung
- Individualausbildung
- Infrastruktur/Umweltschutz
- Organisation
- Personalwesen
- Rechnungswesen
- Rüstung/Logistik

## Projektstruktur
Das Projekt gliedert sich in die Bereiche
- PZO (Prozessorganisationen): modellieren Prozesse mit Hilfe des ARIS Toolsets
- RealOrg (Realisierungsorganisation): setzt die modellierten Prozesse im SAP-System technisch um
- EFO (Einführungsorganisationen): führen die in der Software realisierten Prozesse in den betroffenen Truppenteilen und Dienststellen ein
- Produktmanagement: steuert die Nutzung der Anwendungen
- Projektlenkungsausschuss (PLA) im Bundesministerium der Verteidigung: steuert das Projekt
- BWI-Leistungsverbund: ist für den flächendeckenden Rollout bei 45.000 Nutzern zuständig. Zudem schult die BWI die Nutzer des Systems und betreibt die Verfahren in ihren Rechenzentren.

Mit dem Teilprojekt SDP (Strategic Development Project) ist die Bundeswehr mit der Firma SAP eine strategische Partnerschaft eingegangen. Das Ziel: streitkräftespezifische Belange in eine spezielle Branchenlösung (Defense & Security) innerhalb der SAP-Standardsoftware einbringen.

## Beteiligte Firmen
Neben der BWI GmbH und der SAP SE sind im SASPF-Projekt u. a. vertraglich eingebunden:
- LIGHTHOUSE MCS GmbH
- EADS
- IABG
- IDS Scheer
- IBM
- Accenture
- Informatica
- Serco

## Einsatz und Kosten
Anfang 2012 arbeiteten über 45000 Bundeswehrangehörige im SAP-System der SASPF, teilweise über 8000 Benutzer gleichzeitig. Die Ausgaben für das integrierte System wurden bis Ende Dezember 2008 mit 928 Millionen Euro angegeben. Im Bundeshaushalt sind ab 2009 weitere 609 Millionen Euro eingeplant. Insgesamt verfügt das Gesamtprojekt bis 2016 über ein Budget von 2,142 Mrd. Euro. 2009 erfolgte die Einführung von SASPF in den ersten Großverband im Heer. 2010 wurde der zweite Großverband mit der logistischen SASPF ausgestattet. Seit Januar 2011 (KFOR) und März 2011 (Afghanistan) wird SASPF auch im Auslandseinsatz eingesetzt.

## Eingesetzte Module
Von SAP werden folgende Module aus Datenschutzgründen auf zwei voneinander getrennten Mandanten verwendet:
- Mandant für Personalwirtschaft und
- Mandant für die Materialwirtschaft/Instandhaltung mit den Modulen
  - Finanz-/Rechnungswesen (Financial Accounting (FI))
  - Kostenrechnung (Controlling (CO))
  - Materialwirtschaft
  - Branchenlösung IS-DFPS (Defense Forces & Public Security)
  - bundeswehrspezifische Anwendungen (BWD)

## Kritik
Öffentliche Aufmerksamkeit erregte im Jahre 2003 der Fall des Bundeswehr-Majors Florian Pfaff, der seine Mitarbeit im Projekt SASPF als indirekte Unterstützung des Irak-Krieges ansah und daher seine Mitarbeit aus Gewissensgründen verweigerte.
Innerhalb der Bundeswehr wurde SASPF wiederholt in verschiedenen Unterrichtungen durch den Wehrbeauftragten des Bundestages Hans-Peter Bartels kritisiert: „Während eines Truppenbesuches in Nörvenich kritisierten Soldaten, der Flugbetrieb des Waffensystems EUROFIGHTER  werde  durch  die  Benutzung  von SASPF  eingeschränkt.“ Auch die „suboptimalen  Benutzeroberflächen  und  die  Komplexität des Systems“ werden kritisiert.